# Herreriopsis
Herreriopsis je monotipski rod saburovki, dio porodice šparogovki.  Jedina je vrsta H. elegans, grmovita penjačica sa Madagaskara
Rod je opisan u Bulletin de la Société Botanique de France 81: 819. 1934.

## Sinonimi
- Herreriopsis elegans var. luteiflora H.Perrier; Bull. Soc. Bot. France 81: 819 (1934 publ. 1935)